# 마쓰다 이부키
마쓰다 이부키(일본어: マツダ・息吹, 영어: Mazda Ibuki)는 마쓰다에서 2003년부터 생산 중인 2도어 로드스터이다.